# Sergio Luzi
Sergio Luzi (Roma, 30 gennaio 1957) è un doppiatore e direttore del doppiaggio italiano.

## Doppiaggio

### Film
- Mel Gibson in Summer City - Un'estate di fuoco, Tim - Un uomo da odiare
- Dolph Lundgren ne Il vendicatore (2ª edizione), Il pacificatore
- Leslie Cheung in A Better Tomorrow, Once a Thief
- Jacky Cheung in Storia di fantasmi cinesi 2, Storia di fantasmi cinesi 3
- John Guerrasio in Un principe per Natale - Matrimonio reale, Un principe per Natale - Royal Baby
- Josh Hartnett ne La rivincita del campione
- Cary Elwes in Donne, regole... e tanti guai! (ridoppiaggio)
- Willie Garson in Incinta o... quasi
- Bruce Boxleitner in Un amore inaspettato
- Bob Balaban in Sono la bella creatura che vive in questa casa
- Lochlyn Munro ne Il ragazzo pon pon
- Colin Ferguson in Harvard contro Yale
- Raymond Cruz in Party di capodanno
- Sasha Mitchell in Kickboxer 2 - Vendetta per un angelo
- Ron Lea in The Phantom
- Jay Underwood in Umano ma non troppo
- William Mapother in The Zodiac
- Garry Chalk in Un killer nascosto in casa
- Paul Chahidi in The Voices
- Christian Oliver in Subject Two
- Grant Cramer in Killer Klowns from Outer Space
- Campbell Usher in Razor Eaters - Senza limiti
- Song Kang-ho in The Host
- Fábio Júnior in Bye Bye Brasil
- Saber Abbar in About Elly
- Makoto Ashikawa in Hana-bi - Fiori di fuoco
- Hideo Sakaki in Versus
- Daniel Fathers in Un principe per Natale

### Cartoni animati
- Azmuth in Ben 10 - Forza aliena (2ª voce), Ben 10: Ultimate Alien, Ben 10: Omniverse
- Enoch (2ª voce) e Stregone (3ª voce) in Ben 10
- Bivalvan in Ben 10: Ultimate Alien
- Colonnello Montgomery J. Klaxon in Calvin e il colonnello
- Studs ne La valle dei gatti
- Martin in Belle e Sebastien
- Silvan in Lulù l'angelo tra i fiori
- Archie Andrews in Archie e Sabrina
- Nick Burns ne I Gobots
- Ponzio in Friends and Heroes
- Igor in Super Monsters
- Yūsaku Godai (2ª voce) in Maison Ikkoku - Cara dolce Kyoko
- Ryoga Hibiki in Ranma ½ (edizione CRC)
- Tempesta in The Mask
- Swiper e Tico (1ª voce) in Dora l'esploratrice
- Bernard Chatelet (1ª voce) e Alain de Soissons in Lady Oscar
- Samson in Il Trenino Thomas
- Chance Furlong/T-Bone in Swat Kats
- Dripple in Tom & Jerry Kids (st. 2-4)
- Kenta Hirono in Wingman
- Serpente in Le Superchicche
- Agente X e Flash in Hi Hi Puffy AmiYumi
- Bugs Bunny in Baby Looney Tunes
- Madman ne I Netturbani
- Marlon in Fish'n'Chips
- Jonathan Rook in Stretch Armstrong e i Flex Fighters
- Archie Cornwell Andrew in Candy Candy
- Paul McCartney in Beatles
- Ernesto De Rossi in Cuore
- Prowl e Bluestreak in Transformers (G1)

### Film d'animazione
- Bruce Banner in Ultimate Avengers, Ultimate Avengers 2
- Azmuth in Ben 10 - Il segreto dell'Omnitrix, Ben 10: Destroy All Aliens
- Principe in La Sirenetta - La più bella favola di Andersen (ridoppiaggio)
- Kenshiro, Jakkar e Uighur in Ken il guerriero - Il film
- Zucchini in Mune - Il guardiano della luna
- Monstar Nawt in Space Jam
- Hercules in Hercules il Figlio degli Dei
- Nonno in Mirai

### Serie televisive e telenovelas
- Jeremy Piven in Entourage, Mr Selfridge (st.1)
- Topher Grace in That '70s Show
- Sean Astin in 24
- Matthew Lillard in Pronti a tutto
- Curtis Armstrong in The Chronicle
- Alan Ruck in Spin City (st. 1)
- Oliver Platt in The Bear[1]
- Michael Landes in Lois & Clark - Le nuove avventure di Superman
- Tommy Chong in That '70s Show (st. 8)
- Andrew Lauer in Caroline in the City
- Tomer Sharon in Split
- Pablo Heredia e Gerardo Chendo in Flor - Speciale come te
- Joss McWilliam in H2O
- Alejo García Pintos in Flor - Speciale come te, Teen Angels
- Boy Olmi in Rebelde Way
- Arturo Peniche in Maria Maria

### Videogiochi
- Ultra-Humanite in DC Universe Online[2]
- Shaco in League of Legends
- Chiave in Justice League Heroes[3]